# История фельдъегерской службы России

Эмблема государственной фельдъегерской службы России

## Российская империя
17 декабря 1796 года, вскоре после восшествия на престол, император Павел I издал указ об учреждении Фельдъегерского корпуса.
Личный состав Фельдъегерского корпуса (фельдъегеря́) обеспечивал доставку приказов, донесений, ценных бумаг, посылок, а также сопровождение высокопоставленных лиц. В середине XIX века корпус состоял  из трёх рот, в каждой, кроме командира, было шесть субалтерн-офицеров и 80 курьеров.

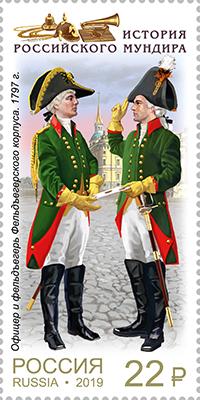
Офицер и фельдъегерь Фельдъегерского корпуса. 1797 г.
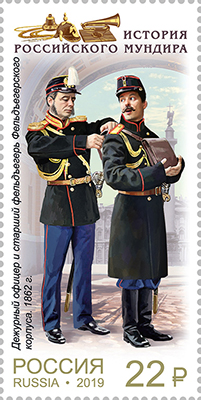
Дежурный офицер и старший фельдъегерь Фельдъегерского корпуса. 1862 г.

## СССР

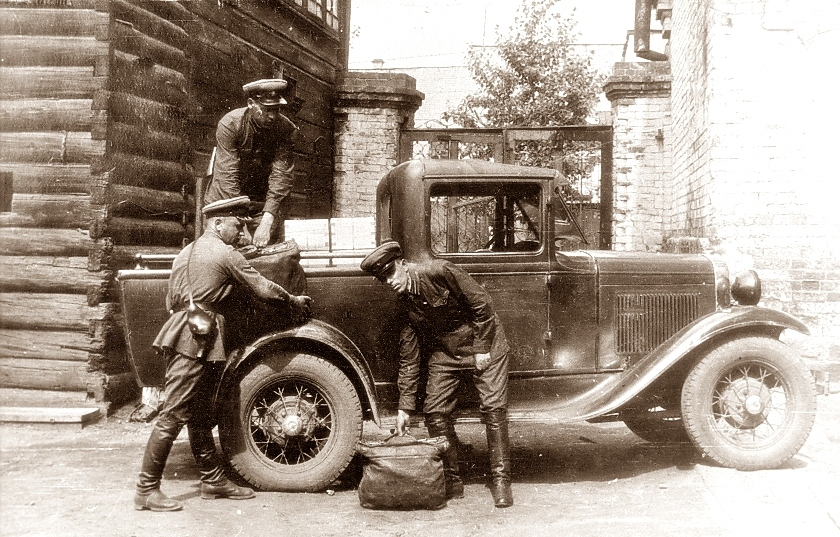
Фельдъегери при НКВД СССР

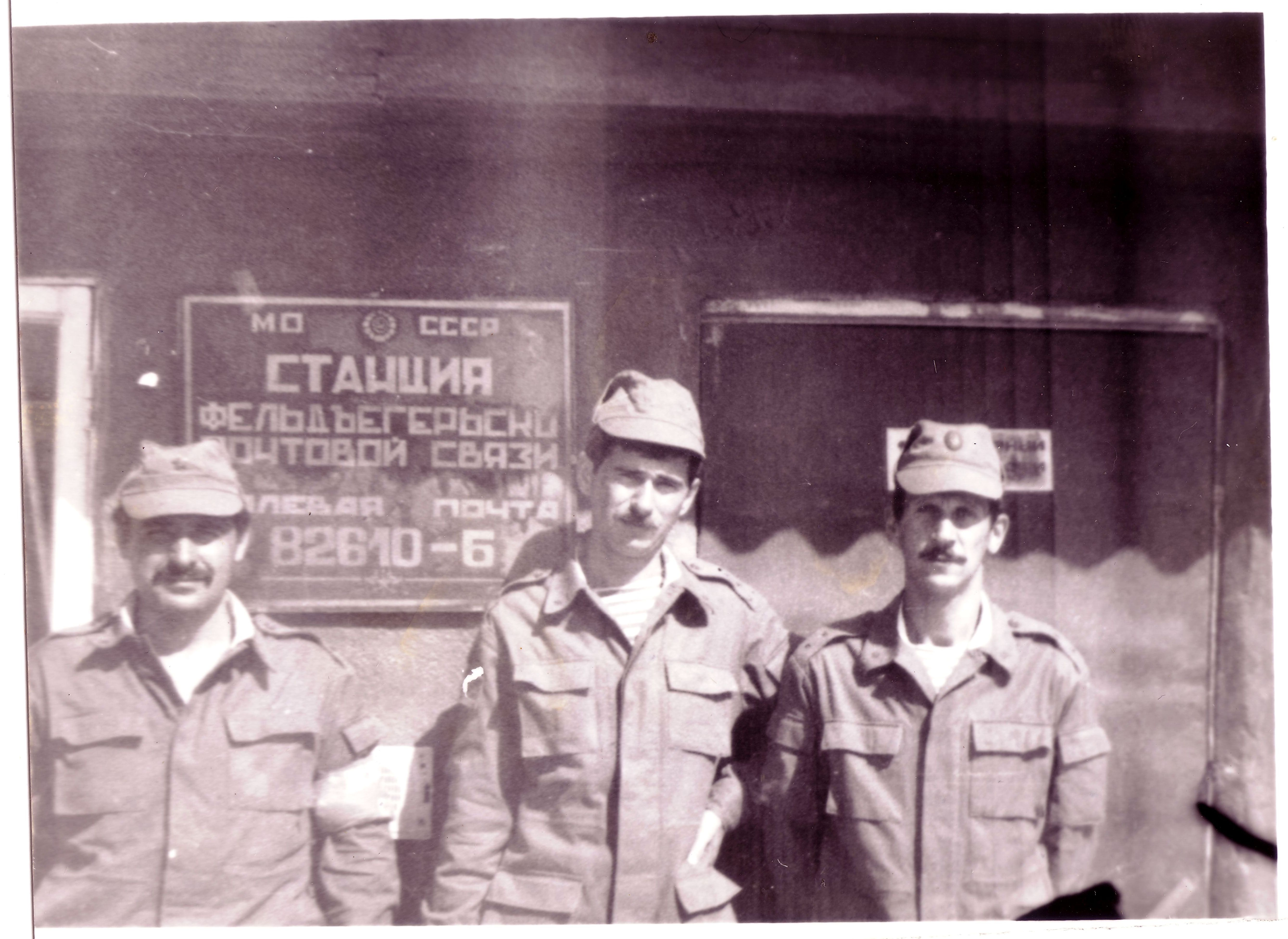
Станция фельдъегерской почтовой связи, полевая почта 82610-Б, в Афганистане, аэропорт Кабула, 1987

2 мая 1918 года на базе Фельдъегерского корпуса была образована Служба внешней связи при Управлении по командному составу Всероссийского Главного штаба. В годы Гражданской войны в РККА имелись должности фельдъегерей при штабах армий и фронтов. Служба внешней связи 23 ноября 1920 года была преобразована в Фельдъегерский корпус РККА. Одновременно в период с ноября 1917 по декабрь 1920 года сначала в Петрограде, а затем в Москве действовала Военная команда самокатчиков при Управлении делами Совнаркома, осуществлявшая доставку корреспонденции в государственные, советские, партийные, профсоюзные органы, расположенные в столице.
6 августа 1921 года была образована Фельдъегерская часть при Управлении делами ВЧК, в 1922 году преобразованная в Фельдъегерский корпус. На него была возложена доставка иногородней корреспонденции СНК, ЦК ВКП(б), ВЦИК, ВЦСПС, наркоматов внутренних дел, путей сообщения, иностранных дел, обороны, Государственного банка. В сентябре 1924 года все аналогичные ему службы были расформированы и включены в состав Фельдъегерского корпуса ГПУ – ОГПУ – НКВД.
Постановлением СНК СССР от 17 июня 1939 года фельдъегерская служба была разделена: в ведении отдела Фельдъегерской связи НКВД сохранялось обслуживание важнейших государственных и партийных органов с доставкой корреспонденции в крупнейшие республиканские, областные и районные центры; доставка корреспонденции в остальные населенные пункты передавалась специальной связи Наркомата связи; перевозка ценностей и денег возлагалась на службу инкассации Государственного банка.
Фельдъегерская связь НКВД СССР сыграла важную роль в период Великой Отечественной войны, оперативно доставляя секретную документацию от ставки Верховного главнокомандования, Главного штаба и Государственного комитета обороны в штабы фронтов действующей армии обратно. Для этого была создана специальная «Летная группа».
В 1947 году фельдъегерская службы перешла в подчинение вновь образованного Министерства внутренних дел СССР. Решениями Правительства СССР на неё дополнительно было возложено обслуживание Совета Министров СССР, доставка корреспонденции оборонных министерств и государственных комитетов на объекты, имеющие важное государственное значение, а с 1958 года – также доставка за границу технической документации и изделий, предназначенных странам социалистического лагеря. В послевоенный период служба на протяжении 34 лет возглавлялась полковником, а затем генерал-лейтенантом внутренней службы Б. И.Краснопевцевым (1949—1983).

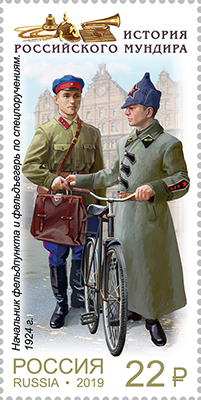
Начальник фельдпункта и фельдъегерь по спецпоручениям. 1924 г.

В апреле 1960 года в связи с упразднением союзного МВД фельдъегерская связь в соответствии с постановлением Совета Министров СССР была передана в систему Министерства связи СССР с сохранением личного состава в кадрах МВД союзных республик. Первое время у руководства Министерства связи СССР было стремление объединить фельдъегерскую связь со специальной связью. Однако уже 23 мая 1961 года Совет Министров принял постановление о преобразовании фельдсвязи в отдел, а с 1968 года – в Управление фельдъегерской службы при Министерстве связи СССР, которому подчинялись подразделения фельдсвязи союзных республик, краев и областей. На управление возлагалось обслуживание центральных партийных органов, правительственных учреждений, режимных объектов оборонного значения, Министерства обороны и государственных комитетов при Совете Министров СССР.
К концу 1970-х гг. фельдъегерские маршруты пролегали в 32 страны Европы, Азии, Африки и Латинской Америки. Именно фельдъегерская служба обеспечивала курьерскую связь при подготовке и проведении летних Олимпийских игр 1980 г. в Москве (вплоть до доставки допинг-тестов в лаборатории).
В 80-х годах возникла система Фельдъегерско-почтовой связи (ФПС).

## Российская Федерация
Постановлением Правительства РСФСР от 25 ноября 1991 года № 19 на базе подразделений фельдъегерской службы, переданных Министерству связи РСФСР, была создана Государственная фельдъегерская служба РСФСР при Министерстве связи РСФСР, которую возглавил Валерий Андреев.

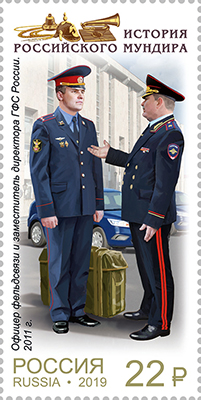
Офицер фельдсвязи и заместитель директора ГФС России. 2011 г..

22 декабря 1994 года вступил в силу Федеральный закон «О федеральной фельдъегерской связи».
24 января 1995 года Федеральное управление фельдъегерской связи при Министерстве связи Российской Федерации было реорганизовано в Государственную фельдъегерскую службу Российской Федерации (ГФС России).
6 сентября 1996 года Государственная фельдъегерская служба Российской Федерации была преобразована в Государственную фельдъегерскую службу Российской Федерации Министерства связи Российской Федерации (ГФС Минсвязи России).
20 августа 1997 года Государственная фельдъегерская служба Российской Федерации Министерства связи Российской Федерации была преобразована в Государственную фельдъегерскую службу при Правительстве Российской Федерации.
17 мая 2000 года Государственная фельдъегерская служба при Правительстве Российской Федерации была преобразована в Государственную фельдъегерскую службу Российской Федерации (ГФС России). 10 августа 2000 года Президент Российской Федерации Указом утвердил положении о Государственной фельдъегерской службе Российской Федерации.
13 августа 2004 года, при новом формировании структуры органов исполнительной власти, было принято новое Положение«О Государственной фельдъегерской службе Российской Федерации».
Услугами Государственной фельдъегерской службы пользуются управления Центрального банка России и его региональные подразделения. Государственная фельдъегерская служба обслуживает и другие организации, заинтересованные в срочной доставке документов.
В соответствии со статьей 9 Федерального закона от 17.07.1999 N 176-ФЗ «О почтовой связи» в Российской Федерации действуют 3 вида фельдъегерской связи:
- специальная связь федерального органа исполнительной власти, осуществляющего управление деятельностью в области связи;
- федеральная фельдъегерская связь;
- фельдъегерско-почтовая связь федерального органа исполнительной власти в области обороны.